# サステナ車両
サステナ車両（サステナしゃりょう）は、西武鉄道（西武）が他社から譲受して運行するVVVFインバータ制御車両に対する同社での独自呼称である。
2024年度から2029年度にかけて約100両の導入が予定されている。

## 概要
西武は、戦後以降は国鉄払下げ車を導入した一部の例外を除き、自社独自の新造車の導入を進めることで旧型車両を置き換える方策となっている。しかし、これまで新造車によって古い車両をいつまでに、どう置き換えていくかという目標は立てておらず、省エネ車両の導入についても、他社に後れを取っている状況にあった。
そんな中、親会社の西武ホールディングスは2022年5月12日、「2022年3月期 決算実績概況 および『西武グループ中期経営計画(2021～2023年度）』の進捗」を発表し、その中でサステナ車両として他社の車両を譲受する方針を明らかにした。他社からの中古車両の譲受は大手私鉄としては初の事例ではないものの、異例である。
西武ではメンテナンス性や省エネ性に優れた無塗装車体の導入や制御方式のVVVF化を進めてはいるが、前述の通り関東大手各社の中では後れを取っている状況であった。さらにコロナ禍で需要減が続く鉄道事業の収益構造を見直すべく、固定費の低減などを前倒しで実現する一環として、他社から中古車両を譲り受ける方針を示した形である。2022年12月の「JREA」誌では、2030年度までに西武鉄道の保有する全車両のVVVF化を目指していることが明かされ、また非VVVF車を全て新造車に置き換える場合はVVVF車への統一が2036年度になる見込みであったとしている。
西武によると、中古車両の導入費用は新車の投入と比べて半分程度で、初期投資を大幅に抑えられるという。西武は「サステナ車両の導入はコストよりもSDGsへの貢献や環境への配慮が目的」と強調しつつも、短期間に大量の車両を置き換えることで、省エネ化、固定費削減を前倒しで実現するために、低コストでの置き換えを計画している。
「サステナ車両」の定義としては、当初の発表では「無塗装車体、VVVFインバーター制御車両等の他社からの譲受車両を当社独自の呼称として定義」と記されていたが、西武の2023年度鉄道事業設備投資計画では「VVVFインバータ制御車両等の環境負荷の少ない他社からの譲受車両を指す（当社独自呼称） 」となり、後述する2023年9月26日の発表以降では「他社から譲受したVVVFインバータ制御車両を西武鉄道独自の呼称として定義 」と変更されている（同日発表された車種には塗装を必要とする普通鋼製の小田急8000形も含まれていた）。これについて西武鉄道は、無塗装の車種に絞ると条件が見合わず、また無塗装でなくともVVVFインバータ制御であれば環境負荷の軽減につながると説明している。

## 投入形式
2023年9月26日、西武はサステナ車両の内訳について発表した。小田急電鉄の8000形を国分寺線に、東急電鉄の9000系を多摩川線・多摩湖線・西武秩父線・狭山線に、合計約100両導入するものとし、このうち前者は2024年度に運行を開始する予定（後者は2025年度以降）であるとした。直後の報道では上記に加え、車両数の内訳が小田急8000形は6両編成で40両程度、東急9000系は4両編成で60両程度となること、また後者には東急9020系も含まれることが示された。なお、これらは有償で譲り受けるものである。
- 8000系（元・小田急8000形） - 6両編成7本（42両）を国分寺線に導入予定。2025年5月31日より譲受第一編成の営業運転を開始。
- 元・東急9000系・9020系 - 4両編成で約60両を多摩川線・多摩湖線・西武秩父線・狭山線に導入、2025年度以降運行開始予定[8]。

### 動向
小田急8000形→西武8000系について
2024年（令和6年）9月20日発売の鉄道ファン誌にて具体的な導入予定数（6両編成7本の42両）が明かされ、続けて最初の発表から丁度1年となる同9月26日にはデザインと西武での車両形式（8000系）が発表された。このデザインは社内で車両係員より募集し検討の上で決定されたものである。その後2025年1月7日には、運行開始予定を当初の2024年度末から2025年5月末に変更したと発表。同年4月10日には車両が報道陣に公開され、同5月9日、定期列車としての営業運転開始が5月31日になると発表された。
サステナ車両1本目となったのは元小田急8000形の8261×6→西武8000系の8103編成で、2024年5月20日に小手指車両基地に到着、同日にX（旧Twitter）にて公表された。7月1日に武蔵丘車両検修場へ自走の上で入場し改造工事を実施、その後2025年1月7日に主要な更新を終えて出場したことが同日にリリースされている。西武ではこれ以外にも輸送、回送や改修工事の様子をXやYouTubeに随時投稿し、またかわら版に「サステナ車両 デビューへの道」として2024年7月より隔月で掲載しているほか、改造にあたっては報道の取材も受け入れている。
東急9000系について
2025年4月11日の報道において、8000系同様に車両部内で新たなデザインを募集中であることが明かされた。続いて5月14日に発表された2025年度の設備投資計画にて、同年度は3編成譲受する予定であることが示されている。